# 1939年の日本公開映画
- 映画 > 映画の一覧 > 年度別日本公開映画 > 1939年の日本公開映画
- 映画 > 1939年の映画 > 1939年の日本公開映画

1939年の日本公開映画（1939ねんのにほんこうかいえいが）では、1939年（昭和14年）1月1日から同年12月31日までに日本で商業公開された映画の一覧を記載。作品名の右の丸括弧内は製作国を示す。
記載の凡例については年度別日本公開映画#凡例を参照

## 作品一覧

### 1月
- スイングの女王（アメリカ）
- ハイジ（アメリカ）
- ボッカチオ（ドイツ）
- 7日
  - 評判五人娘（日本）
- 28日
  - 子供の四季 春夏の巻（日本） - キネマ旬報ベストテン6位

### 2月
- 海の若人（アメリカ）
- 海賊（アメリカ）
- シカゴ（アメリカ）
- ステージ・ドア（アメリカ）
- 1日
  - 熱血の道（日本）
  - むかしの歌（日本）
- 2日
  - 子供の四季　秋冬の巻（日本） - キネマ旬報ベストテン6位
- 8日
  - 素晴らしき休日（アメリカ） - キネマ旬報ベストテン外国映画6位
- 15日
  - 中将姫（日本）
  - 爆音（日本） - キネマ旬報ベストテン8位
  - 望郷（フランス） - キネマ旬報ベストテン外国映画1位

### 3月
- 真実の告白（アメリカ）
- 地球を駆ける男（アメリカ）
- とらんぷ譚（フランス） - キネマ旬報ベストテン外国映画9位
- 北海の子（アメリカ）
- 魔城脱走記（アメリカ）
- マルコ・ポーロの冒険（アメリカ）
- 1日
  - 結婚天気図（日本）
- 30日
  - 王政復古（日本）

### 4月
- 干潮（アメリカ）
- 茶碗の中の嵐（イギリス）
- 聖林ホテル（アメリカ）
- 巴里の評判娘（アメリカ）
- 響け凱歌（イギリス、アメリカ）
- 我が家の楽園（アメリカ） - キネマ旬報ベストテン外国映画4位
- 1日
  - 兄とその妹（日本） - キネマ旬報ベストテン4位
- 13日
  - 阿波狸合戦（日本）
  - 土（日本） - キネマ旬報ベストテン1位
- 15日
  - 山と少女（日本）
- 21日
  - 忠臣蔵（日本）

### 5月
- 青髭八人目の妻（アメリカ）
- 暁に帰る（フランス）
- アリババ女の都へ行く（アメリカ）
- 黄金の夢（イギリス）
- 思ひ出の曲（ドイツ）
- グレート・ワルツ（アメリカ）
- 処女読本（アメリカ）
- 四人の姉妹（アメリカ）
- 忘れがたみ（アメリカ）
- 5日
  - 続愛染かつら（日本）
- 20日
  - 上海陸戦隊（日本） - キネマ旬報ベストテン5位
- 31日
  - 樋口一葉（日本）

### 6月
- 踊るホノルル（アメリカ）
- 燦めく銀星（アメリカ）
- 結婚スクラム（アメリカ）
- ジョゼット（アメリカ）
- 生活の悦び（アメリカ）
- 青春女学生日記（アメリカ）
- 早春（ドイツ） - キネマ旬報ベストテン外国映画7位
- デッドエンド（アメリカ） - キネマ旬報ベストテン外国映画5位
- 百万弗大放送（アメリカ）
- 燃え上がるバルカン（ドイツ）
- 四人の復讐（アメリカ）
- 夜は巴里で（アメリカ）
- 1日
  - 新女性問答（日本）
  - 春秋一刀流（日本）[1]
- 15日
  - 花ある雑草（日本） - キネマ旬報ベストテン9位
- 22日
  - 紫式部（日本）

### 7月
- 天晴れテンプル（アメリカ）
- 支配者（ドイツ）
- 黄昏（アメリカ）
- ポルカの歌姫（アメリカ）
- 12日
  - 愛染格子（日本）
- 13日
  - 清水港（日本）

### 8月
- 美しき青春（フランス） - キネマ旬報ベストテン外国映画8位
- 群衆は叫ぶ（アメリカ）
- 世紀の楽団（アメリカ）
- 猫橋（ドイツ）
- 氷上リズム（アメリカ）
- 1日
  - 若妻（日本）
- 5日
  - 日本の妻（日本）
- 10日
  - エノケンの森の石松（日本）
  - まごころ（日本）
- 17日
  - 赤ちゃん教育（アメリカ）
- 20日
  - 越後獅子祭（日本）
- 31日
  - 女の教室　前篇（日本）
  - 純情二重奏（日本）

### 9月
- 気儘時代（アメリカ）
- サブマリン爆撃隊（アメリカ）
- 地中海（フランス）
- ブルグ劇場（オーストリア） - キネマ旬報ベストテン外国映画3位
- 28日
  - キャラコさん（日本）
- 30日
  - 女の教室　中・後篇（日本）
  - 東京ブルース（日本）

### 10月
- 愛情無限（アメリカ）
- 婚約リレー（アメリカ）
- 少年の町（アメリカ）
- 年ごろ（アメリカ）
- ナポリのそよ風（イタリア）
- 舞姫ザザ（アメリカ）
- 真人間（アメリカ）
- 5日
  - 黒蘭の女（アメリカ）
- 10日
  - 残菊物語（日本） - キネマ旬報ベストテン2位
  - ロッパ歌の都へ行く（日本）
- 12日
  - 狸御殿（日本）
  - 母（日本）
- 15日
  - 土と兵隊（日本） - キネマ旬報ベストテン3位
- 21日
  - 花つみ日記（日本）
- 31日
  - 東京の女性（日本）

### 11月
- 人生の馬鹿（オーストリア） - キネマ旬報ベストテン外国映画10位
- スエズ（アメリカ）
- 農園の寵児（アメリカ）
- 不思議なヴィクトル氏（フランス）
- 1日
  - 長脇差団十郎（日本）
- 10日
  - リボンを結ぶ夫人（日本）
- 16日
  - 愛染かつら　完結篇（日本）
  - 汚れた顔の天使（アメリカ）
- 22日
  - 雪割草（日本）
- 30日
  - 海援隊（日本） - キネマ旬報ベストテン10位
  - 白蘭の歌（日本）

### 12月
- ガンガ・ディン（アメリカ）
- ジャングルの恋（アメリカ）
- スパイは暗躍する（イギリス）
- ターザンの猛襲（アメリカ）
- 庭の千草（アメリカ）
- 背信（フランス） - 1940年度キネマ旬報ベストテン外国映画9位
- 南の誘惑（ドイツ）
- ラ・ボエーム（イギリス）
- 1日
  - 暖流（日本） - キネマ旬報ベストテン7位
- 14日
  - 鴛鴦歌合戦（日本）
- 20日
  - 格子なき牢獄（フランス）[2] - キネマ旬報ベストテン外国映画2位
- 30日
  - 新妻問答（日本）
  - 雪之丞変化　闇太郎懺悔（日本）